# Estadio El Prado
El estadio municipal El Prado está situado en la ciudad de Talavera de la Reina (Toledo) España, en la calle Felipe Sanz s/n. Su terreno de juego es de hierba natural y la capacidad de sus graderíos se sitúa en torno a los 4200 espectadores (todos sentados).

## Historia
Inaugurado en 1944, El Municipal El Prado ha sido testigo directo de la evolución del Talavera Club de Fútbol y la actualización de la ciudad. 
En 1982 El Prado sufre su primera remodelación, añadiéndose la grada lateral y posteriormente la grada de preferencia, ambas techadas. Estas gradas, aún permanecen hasta la actualidad.
En él se han disputado encuentros importantes como las dos promociones de ascenso a 2ª División, o los enfrentamientos de Copa del Rey contra equipos de 1ª División.
Durante la temporada 2013/2014 el Estadio Municipal el Prado pasa a ser utilizado únicamente por el CF Talavera de la Reina en la categoría de Segunda División B.

## Remodelación
En 2004 el ayuntamiento de Talavera de la Reina aprueba una nueva remodelación para actualizar el estadio al nivel del club y la ciudad. En una primera fase, se demuelen los dos vetustos fondos de hormigón y se procede a la construcción del fondo norte. 
Posteriormente, se procede a construir el fondo sur en la portería conocida popularmente como "de la Virgen" (debido a la orientación del terreno de juego, se ve al fondo la basílica de Nuestra Señora del Prado). A la par del fondo sur se procede a la remodelación de los techados de las dos gradas laterales. 
En marzo de 2019 se instalan asientos de plástico en la grada lateral, donados por la Real Sociedad tras la remodelación de Anoeta.

## Actualidad
En la actualidad el estadio cuenta con asientos en todas sus gradas, y se están acometiendo nuevas obras para dotarlo de gimnasio, sala VIP, palco, etc. Su excelente ubicación en el centro de la ciudad y el hecho de contar con todas las localidades cubiertas, lo convierten en uno de los mejores estadios de fútbol de Castilla-La Mancha.